# Soraya Vieira Telles
Soraya Vieira Telles (Barbacena, 6 de setembro de 1958) é uma ex-atleta meio-fundista brasileira. Medalhista pan-americana e campeã sul-americana, foi a primeira atleta da América do Sul a correr os 800 metros em menos de 2:00.00.
Conquistou uma medalha de bronze nos 800 metros dos Jogos Pan-americanos de 1987 em Indianápolis e no retorno foi campeã sul-americana da mesma prova em São Paulo. No ano seguinte foi a primeira atleta sul-americana a correr a distância em menos de dois minutos – 1:59.92 – em Schwechat, na Áustria. Três meses depois chegava às semifinais da prova nos Jogos Olímpicos de Seul 1988. Viveu no ciclo olímpico seguinte a melhor fase da carreira e sua grande frustação foi não poder ter participado dos Jogos de Barcelona 1992 por uma tendinite no tendão de Aquiles. Em maio de 2000, aos 41 anos,  Soraya  venceu a prova dos 3000 m c/ obstáculos no Campeonato Ibero-americano de Atletismo no Estádio Célio de Barros, Rio de Janeiro. Ela detém  até hoje o recorde brasileiro feminino para a milha – 4:30.05 – conquistado em Bratislava, Tchecoslováquia, em junho de 1988.
Vivendo hoje em Sorocaba, interior de São Paulo, onde é personal trainer e professora no Centro de Educação Infantil (CEI-89) da cidade, Soraya foi uma das condutoras da tocha olímpica da Rio 2016 em sua passagem por Sorocaba.